# Алингсос
А̀лингсос (на шведски: Alingsås) е град в югозападната част на Швеция, лен Вестра Йоталанд. Главен административен център на едноименната община Алингсос. Разположен е на северния бряг на езерото Мьорн. Намира се на около 360 km на югозапад от столицата Стокхолм и на 46 km на североизток от центъра на лена Гьотеборг. Получава статут на град на 21 септември 1619 г. Има жп гара и летище. Населението на града е 24 482 жители според данни от преброяването през 2010 г.